# Annapurni Subramaniam
Annapurni Subramaniam és la directora de l'Indian Institute of Astrophysics, Bangalore i treballa en àrees com cúmuls estel·lars, evolució estel·lar i població en galàxies i núvols de Magallanes.

## Educació
La doctora Subramaniam va acabar els estudis de ciències al Victoria College, Palakkad. Va fer el doctorat sobre el tema "Estudis de cúmuls estel·lars i evolució estel·lar" de l'Indian Institute of Astrophysics el 1996.

## Carrera
La doctora Subramaniam va ser becaria d'investigació a l'Institut Indi d'Astrofísica del 1990 al 1996. Després es va convertir en becària de postdoctorat el 1998 a l'institut i actualment treballa com a professora i directora de l'institut.

## Àmbit de recerca
El principal camp de recerca de la Dr. Subramaniam inclou:
- Cúmuls estel·lars (oberts i globulars)
- Formació d'estrelles i estrelles anteriors a l'EM
- Estrelles clàssiques Be & Herbig Ae / Be
- Estructura galàctica
- Núvols de Magallanes
- Població estel·lar[2]

La seva llista de publicacions es troba a la base de dades d'Astronomia

## Projectes actuals
Al Indian Institute of Astrophysics, els seus projectes actuals inclouen:
- Estrelles de la línia d'emissió en cúmuls estel·lars
- Història de la formació estel·lar de joves cúmuls estel·lars
- Clústers oberts vells candidats: es desfà el disc vell
- Fotometria precisa de cúmuls oberts no estudiats
- Halo del petit núvol de Magallanes
- Població estel·lar al gran núvol de Magallanes
- Enquesta de límits exteriors: núvols de Magallanes[2]